# Khayrkhan
Le sum de Khayrkhan (mongol : ᠬᠠᠶᠢᠷᠬᠠᠨ
ᠰᠤᠮᠤ, cyrillique : Хайрхан сум, MNS : Khayrkhan sum) est situé dans l'aïmag (ligue ou province) d'Arkhangai, au Centre ouest de la Mongolie.